# País subdesenvolvido

Os países menos desenvolvidos do mundo (em azul) de acordo com os critérios estabelecidos pela Organização das Nações Unidas. Em verde, países que se graduaram dessa classificação

Classificação dos países de acordo com o FMI e ONU em 2022.
Países desenvolvidos
Países em desenvolvimento
Países subdesenvolvidos
Sem dados

País subdesenvolvido, país menos avançado ou país menos desenvolvido (LDCs sigla em inglês:  Least Developed Countries) são países que, de acordo com a Organização das Nações Unidas, apresentam os mais baixos indicadores de desenvolvimento socioeconômico e humano entre todos os países do mundo. Um país é classificado como um país menos desenvolvido se preencher três critérios com base em:
- Baixa renda (média trienal do PIB per capita de menos de 750 dólares, que deve ultrapassar 900 dólares para sair da lista)
- Fraqueza em recursos humanos (com base em indicadores de nutrição, saúde, educação e da alfabetização de adultos)
- Vulnerabilidade econômica (com base na instabilidade da produção agrícola, a instabilidade das exportações de bens e serviços, a importância econômica das actividades não tradicionais, exportar mercadoria concentrada, e desvantagens económicas, bem como a percentagem de população deslocada por desastres naturais)

Os países podem sair da classificação de LDC quando excederem esses critérios. O Escritório do Alto Representante das Nações Unidas para os Países Menos Desenvolvidos, Países em Desenvolvimento sem litoral e Pequenos Estados Insulares em Desenvolvimento das Nações Unidas coordena e fornece suporte para serviços de advocacia aos Países Menos Desenvolvidos. A classificação atualmente aplica-se a 46 países em todo o planeta.

## Desclassificação
Os três critérios (ativos humanos, vulnerabilidade econômica e renda nacional bruta per capita) são avaliados pelo Comitê de Política de Desenvolvimento a cada três anos. Os países devem atender a dois dos três critérios em duas avaliações trienais consecutivas para serem considerados para a graduação. O Comitê de Política de Desenvolvimento envia suas recomendações para endosso ao Conselho Econômico e Social (ECOSOC).
Desde o surgimento da categoria LDC, uma região e seis países graduaram para países em desenvolvimento. O primeiro país a graduar foi o Botsuana em 1994. O segundo país foi o Cabo Verde em 2007. Maldivas graduou-se para país em desenvolvimento no dia 1 de janeiro de 2011, Samoa graduou em 2014, a Guiné Equatorial em 2017, Vanuatu em dezembro de 2020, o Butão no dia 13 de dezembro de 2023 e São Tomé e Príncipe no dia 13 de dezembro de 2024.
Nepal foi selecionado para ser considerado país em desenvolvimento em 2018, no entanto, as autoridades nepalesas solicitaram o adiamento da classificação, na qual ocorrerá em novembro de 2026; esperava-se que Angola se formasse em 2021, mas o período preparatório foi prolongado por mais três anos devido às dificuldades econômicas do país e à sua dependência de commodities, então sua formatura foi adiada para dezembro de 2023, mas passado o prazo, não existe nenhum cronograma específico. Bangladesh atendeu aos critérios de graduação da classificação pela primeira vez em 2018 e completou os critérios em 2021, porém irá se formar em 2026, dois anos a mais que o previsto pelo Departamento de Assuntos Econômicos e Sociais das Nações Unidas devido à pandemia da COVID-19; o Laos irá se graduar em novembro de 2026; as Ilhas Salomão irão deixar a categoria em dezembro de 2027; o Senegal deixará a lista em dezembro de 2029 e o Camboja também deve se graduar do status, mas em dezembro de 2029. Em 2024, Ruanda, Uganda e Tanzânia cumpriram os critérios de graduação pela primeira vez durante o biênio 2023-2024, o que demonstra que também será recomendada a formatura destes lugares para o ano de 2027. Nesse mesmo período, Comores e Myanmar atenderam aos critérios de graduação pelo menos duas vezes, recebendo então recomendações para saírem da classificação em 2027. Djibuti, Kiribati e Tuvalu se aproximam de cumprir as metas para sair da lista e poderão deixar o status, pelo menos, em 2027
De acordo com o LDC Portal - International Support Measures for Least Developed Countries (em português: Portal LDC - Medidas de Apoio Internacional para Países Menos Desenvolvidos), do site da própria ONU, outros países que se aproximam da graduação além dos que já estão oficialmente na lista são: Comores, Djibuti, Kiribati, Myanmar, Senegal, Timor-Leste, Tuvalu e Zâmbia.
Além desses países, há outras localidades que já atingiram algum critério para se graduar da classificação e estão elegíveis para sair da mesma até o ano de 2024, que são o caso de Djibuti e Myanmar e era o caso do Afeganistão antes da conquista talibã no país em agosto de 2021.

## Lista de países subdesenvolvidos
Em negrito, países nas quais a saída da categoria está prevista para os próximos anos.

### África(32 países)
- Angola
- Benin
- Burquina Fasso
- Burundi
- Chade
- Comoros
- Djibouti
- Eritreia
- Etiópia
- Gâmbia
- Guiné
- Guiné-Bissau
- Lesoto
- Libéria
- Madagascar
- Malawi
- Mali
- Mauritânia
- Moçambique
- Níger
- República Centro-Africana
- República Democrática do Congo
- Ruanda
- Senegal
- Serra Leoa
- Somália
- Sudão
- Sudão do Sul
- Togo
- Tanzânia
- Uganda
- Zâmbia

### América(1 país)
- Haiti

### Ásia(8 países)
- Afeganistão
- Bangladesh
- Camboja
- Iêmen
- Laos
- Myanmar
- Nepal
- Timor-Leste

### Oceania(3 países)
- Kiribati
- Ilhas Salomão
- Tuvalu

## Países que deixaram a categoria de "menos desenvolvidos"[30][31]
- Sikkim (tornou-se parte da República da Índia em 1975)[32][33]
- Botswana (elevado em 1994)
- Cabo Verde (elevado em 2007)
- Maldivas (elevado em 2011)
- Samoa (elevado em 2014)
- Guiné Equatorial (elevado em 2017)[34]
- Vanuatu (elevado em 2020)[11]
- Butão (elevado em 2023)[35]
- São Tomé e Príncipe (elevado em 2024)[14]